# Раковчик
Раковчик (слч. Rakovčík) насељено је мјесто са административним статусом сеоске општине (слч. obec) у округу Свидњик, у Прешовском крају, Словачка Република.

## Становништво
| Година:    | 1994. | 2004.   | 2014.   | 2024.    |
| ---------- | ----- | ------- | ------- | -------- |
| Број људи: | 179   | 165     | 171     | 139      |
| Разлика:   |       | -7,82 % | +3,63 % | -18,71 % |

| Година:    | 2023. | 2024.   |
| ---------- | ----- | ------- |
| Број људи: | 141   | 139     |
| Разлика:   |       | -1,41 % |

Према подацима о броју становника из 2024. године насеље је имало 139 становника.